# Station Szentgotthárd
Szentgotthárd is het grensstation in de spoorverbinding tussen Graz en Szombathely die op 1 september 1872 werd geopend.